# 云南省博物馆列表
截至2021年，中华人民共和国云南省境内共有169家博物馆。
| 名称                                               | 地址                                                               | 坐标                                                      | 质量等级       | 性质               | 免费开放       |
| 昆明市（37家）                                     | 昆明市（37家）                                                     | 昆明市（37家）                                            | 昆明市（37家） | 昆明市（37家）     | 昆明市（37家） |
| -------------------------------------------------- | ------------------------------------------------------------------ | --------------------------------------------------------- | -------------- | ------------------ | -------------- |
| 云南省博物馆                                       | 昆明市官渡区广福路6393号                                           | 24°57′7.96″N 102°45′7.92″E / 24.9522111°N 102.7522000°E   | 一级           | 文物系统国有博物馆 | 是             |
| 云南民族博物馆                                     | 昆明市西山区滇池路1503号                                           | 24°58′6.71″N 102°40′4.30″E / 24.9685306°N 102.6678611°E   | 一级           | 其他行业国有博物馆 | 是             |
| 中国科学院昆明动物研究所昆明动物博物馆             | 昆明市五华区教场东路32号                                           | 25°4′13.01″N 102°42′12.92″E / 25.0702806°N 102.7035889°E  | 二级           | 其他行业国有博物馆 | 否             |
| 云南省茶文化博物馆                                 | 昆明市五华区钱王街86号                                             | 25°2′37.10″N 102°42′27.43″E / 25.0436389°N 102.7076194°E  | 三级           | 非国有博物馆       | 是             |
| 云南陆军讲武堂历史博物馆                           | 昆明市五华区翠湖西路22号                                           | 25°3′2.95″N 102°41′56.98″E / 25.0508194°N 102.6991611°E   | 未定级         | 文物系统国有博物馆 | 是             |
| 昆明市五华区博物总馆                               | 昆明市五华区华山西路水晶宫红花巷4号                                | 25°3′5.80″N 102°42′26.78″E / 25.0516111°N 102.7074389°E   | 未定级         | 文物系统国有博物馆 | 是             |
| 云南抗战胜利纪念堂博物馆                           | 昆明市五华区云瑞西路39号                                           | 25°2′38.51″N 102°42′21.53″E / 25.0440306°N 102.7059806°E  | 未定级         | 其他行业国有博物馆 | 是             |
| 云南大学人类学博物馆                               | 昆明市五华区翠湖北路2号云南大学东陆校区校内                        | 25°3′27.65″N 102°42′8.96″E / 25.0576806°N 102.7024889°E   | 未定级         | 其他行业国有博物馆 | 是             |
| 云南师范大学“一二·一”运动纪念馆（西南联大博物馆）  | 昆明市五华区一二一大街298号（云南师范大学一二一西南联大校区）      | 25°3′32.62″N 102°41′43.58″E / 25.0590611°N 102.6954389°E  | 未定级         | 其他行业国有博物馆 | 是             |
| 云南钱币博物馆                                     | 昆明市五华区正义路69号（中国人民银行昆明中心支行机关大院）         | 25°2′37.07″N 102°42′31.82″E / 25.0436306°N 102.7088389°E  | 未定级         | 其他行业国有博物馆 | 是             |
| 昆明理工大学地学博物馆                             | 昆明市五华区昆明理工大学莲华校区1号楼2层                           | 25°3′50.83″N 102°41′44.09″E / 25.0641194°N 102.6955806°E  | 未定级         | 其他行业国有博物馆 | 是             |
| 云南广播电视博物馆                                 | 昆明市呈贡区洛龙街道办事处春融东路3663号                           | 24°52′17.58″N 102°50′27.17″E / 24.8715500°N 102.8408806°E | 未定级         | 其他行业国有博物馆 | 是             |
| 云南省中医药民族医药博物馆                         | 昆明市呈贡新城雨花路1076号                                         | 24°50′27.49″N 102°49′21.90″E / 24.8409694°N 102.8227500°E | 未定级         | 其他行业国有博物馆 | 是             |
| 云南民族大学民族博物馆                             | 昆明呈贡区云南民族大学雨花校区                                     | 24°50′23.68″N 102°50′52.87″E / 24.8399111°N 102.8480194°E | 未定级         | 其他行业国有博物馆 | 否             |
| 云南铁路博物馆                                     | 昆明市盘龙区北京路913号                                            | 25°3′36″N 102°43′11″E / 25.06000°N 102.71972°E            | 未定级         | 其他行业国有博物馆 | 否             |
| 云南陶韵建水陶博物馆                               | 昆明市盘龙区人民东路延长线小龙路昆明电器仪表有限责任公司5幢1层商铺 | 25°3′2.27″N 102°43′56.21″E / 25.0506306°N 102.7322806°E   | 未定级         | 非国有博物馆       | 是             |
| 云南大润丁少数民族服装服饰博物馆                   | 昆明市盘龙区世界园艺博览园内国际室外展区原德国展园旧址             | 25°4′41.27″N 102°46′6.13″E / 25.0781306°N 102.7683694°E   | 未定级         | 非国有博物馆       | 否             |
| 昆明市博物馆                                       | 昆明市官渡区拓东路93号                                             | 25°2′7.33″N 102°43′37.92″E / 25.0353694°N 102.7272000°E   | 二级           | 文物系统国有博物馆 | 是             |
| 昆明市官渡区博物馆                                 | 昆明市官渡区日新路官渡森林公园                                     | 25°0′42.80″N 102°44′56.58″E / 25.0118889°N 102.7490500°E  | 三级           | 文物系统国有博物馆 | 是             |
| 云南电信博物馆                                     | 昆明市官渡区关平路31号                                             | 25°0′51.84″N 102°44′27.78″E / 25.0144000°N 102.7410500°E  | 未定级         | 其他行业国有博物馆 | 是             |
| 云南滇南本草植物博物馆                             | 昆明市官渡区大板桥街道小哨社区百草庄园                             | 25°9′43.42″N 102°59′55.57″E / 25.1620611°N 102.9987694°E  | 未定级         | 非国有博物馆       | 是             |
| 云南古滇翡翠博物馆                                 | 昆明市官渡区紫云青鸟国际珠宝加工贸易基地1幢3层厂房301号            | 24°57′58.86″N 102°47′49.27″E / 24.9663500°N 102.7970194°E | 未定级         | 非国有博物馆       | 是             |
| 昆明聂耳纪念馆                                     | 昆明市西山区西山名胜风景区内聂耳墓                                 | 24°57′40.00″N 102°37′58.94″E / 24.9611111°N 102.6330389°E | 未定级         | 文物系统国有博物馆 | 是             |
| 滇池博物馆                                         | 昆明市西山区龙江公园内                                             | 25°0′8.10″N 102°43′1.06″E / 25.0022500°N 102.7169611°E    | 未定级         | 文物系统国有博物馆 | 是             |
| 昆明杨升庵纪念馆                                   | 昆明市西山区碧鸡街道                                               | 24°59′2.90″N 102°37′23.95″E / 24.9841389°N 102.6233194°E  | 未定级         | 文物系统国有博物馆 | 是             |
| 云南石龙坝水电博物馆                               | 昆明市西山区海口石龙坝                                             | 24°51′25.20″N 102°31′23.45″E / 24.8570000°N 102.5231806°E | 未定级         | 其他行业国有博物馆 | 是             |
| 昆明警察博物馆                                     | 昆明市西山区滇池路彰家楼133号                                      | 25°0′59.98″N 102°40′3.61″E / 25.0166611°N 102.6676694°E   | 未定级         | 其他行业国有博物馆 | 是             |
| 云南民俗博物馆                                     | 昆明市西山区滇池路云南民族村故城13幢                               | 24°58′18.08″N 102°39′48.46″E / 24.9716889°N 102.6634611°E | 未定级         | 其他行业国有博物馆 | 是             |
| 云南石雅宝石及矿物晶体博物馆                       | 昆明市西山区滇池旅游度假区观景路金家大院3栋402                     | 24°58′13.30″N 102°39′6.16″E / 24.9703611°N 102.6517111°E  | 未定级         | 非国有博物馆       | 是             |
| 昆明市西山区龙隐虎魄虫珀科学博物馆                 | 昆明市西山区滇池旅游度假区公园1903凯旋门KA-4楼                     |                                                           | 未定级         | 非国有博物馆       | 是             |
| 昆明市西山区云纺历史博物馆                         | 昆明市西山区环城南路668号云纺文创园内                              | 25°1′24.17″N 102°42′32.08″E / 25.0233806°N 102.7089111°E  | 未定级         | 非国有博物馆       | 是             |
| 昆明市晋宁区博物馆                                 | 昆明市晋宁区郑和公园内                                             | 24°40′17.58″N 102°35′21.12″E / 24.6715500°N 102.5892000°E | 未定级         | 文物系统国有博物馆 | 是             |
| 安宁市博物馆                                       | 安宁市连然街122号                                                  | 24°55′34.28″N 102°29′7.58″E / 24.9261889°N 102.4854389°E  | 三级           | 文物系统国有博物馆 | 是             |
| 云南精楷明清家具博物馆                             | 安宁市太平新城街道昆华苑A92-101                                    | 24°55′52.21″N 102°34′25.75″E / 24.9311694°N 102.5738194°E | 未定级         | 非国有博物馆       | 是             |
| 嵩明县兰茂纪念馆                                   | 嵩明县杨林镇老城村委会南街141号                                    | 25°12′58.72″N 103°3′47.59″E / 25.2163111°N 103.0632194°E  | 未定级         | 文物系统国有博物馆 | 是             |
| 石林彝族自治县石得利地质博物馆                     | 石林县绿芳路2号                                                    | 24°49′42.20″N 103°19′23.92″E / 24.8283889°N 103.3233111°E | 未定级         | 非国有博物馆       | 否             |
| 寻甸回族彝族自治县红军长征柯渡纪念馆               | 寻甸县柯渡镇丹桂村195号                                            | 25°33′40.14″N 102°51′41.44″E / 25.5611500°N 102.8615111°E | 未定级         | 文物系统国有博物馆 | 是             |
| 曲靖市（12家）                                     |                                                                    |                                                           |                |                    |                |
| 曲靖市博物馆                                       | 曲靖市麒麟区珠江源大道文体公园内                                   | 25°32′35.30″N 103°48′52.31″E / 25.5431389°N 103.8145306°E | 二级           | 文物系统国有博物馆 | 是             |
| 曲靖市沾益区博物馆                                 | 曲靖市沾益区望海社区湖滨路84号（文化和旅游局一楼）                 | 25°35′43.22″N 103°49′11.10″E / 25.5953389°N 103.8197500°E | 未定级         | 文物系统国有博物馆 | 是             |
| 曲靖市马龙区博物馆                                 | 曲靖市马龙区龙翔路历史文化广场旁大剧院二楼                         | 25°26′26.16″N 103°35′27.02″E / 25.4406000°N 103.5908389°E | 未定级         | 文物系统国有博物馆 | 是             |
| 陆良县博物馆                                       | 陆良县中枢街道真理街107号                                          | 25°1′28.06″N 103°39′57.02″E / 25.0244611°N 103.6658389°E  | 未定级         | 文物系统国有博物馆 | 是             |
| 师宗县博物馆                                       | 师宗县丹溪大道文化中心                                             | 24°49′53.29″N 104°0′17.10″E / 24.8314694°N 104.0047500°E  | 未定级         | 文物系统国有博物馆 | 是             |
| 罗平县博物馆                                       | 罗平县罗雄镇万峰路1号文化活动中心内                                | 24°52′7.14″N 104°18′6.19″E / 24.8686500°N 104.3017194°E   | 未定级         | 文物系统国有博物馆 | 是             |
| 会泽县唐继尧故居博物馆                             | 会泽县古城街道丰乐社区三道巷29号                                   | 26°25′5.38″N 103°17′45.02″E / 26.4181611°N 103.2958389°E  | 未定级         | 文物系统国有博物馆 | 是             |
| 会泽汉墓博物馆                                     | 会泽县古城街水城社区                                               | 26°26′4.56″N 103°16′5.70″E / 26.4346000°N 103.2682500°E   | 未定级         | 非国有博物馆       | 否             |
| 宣威市博物馆                                       | 宣威市振兴街南段文化艺术中心                                       | 26°9′29.23″N 104°5′49.38″E / 26.1581194°N 104.0970500°E   | 未定级         | 文物系统国有博物馆 | 是             |
| 宣威市浦在廷纪念馆                                 | 宣威市西城下街57号                                                 | 26°13′21.50″N 104°5′54.71″E / 26.2226389°N 104.0985306°E  | 未定级         | 文物系统国有博物馆 | 是             |
| 宣威市衡威益群博物馆                               | 宣威市双龙街道双圩路6号（宣威一中紫云中学）                        |                                                           | 未定级         | 非国有博物馆       | 是             |
| 富源胜境博物馆                                     | 富源县中安街道                                                     | 25°40′6.96″N 104°14′55.93″E / 25.6686000°N 104.2488694°E  | 未定级         | 非国有博物馆       | 是             |
| 玉溪市（11家）                                     |                                                                    |                                                           |                |                    |                |
| 玉溪市博物馆（玉溪市聂耳博物馆、玉溪市聂耳纪念馆） | 玉溪市红塔区红塔大道30号                                           | 24°20′58.67″N 102°32′5.35″E / 24.3496306°N 102.5348194°E  | 二级           | 文物系统国有博物馆 | 是             |
| 玉溪市聂耳纪念馆                                   | 玉溪市红塔区棋阳路118号                                            | 24°22′5.56″N 102°33′35.96″E / 24.3682111°N 102.5599889°E  | 未定级         | 文物系统国有博物馆 | 是             |
| 玉溪市红塔区聂耳故居纪念馆                         | 玉溪市红塔区北门街3号                                              | 24°21′26.64″N 102°32′32.96″E / 24.3574000°N 102.5424889°E | 未定级         | 文物系统国有博物馆 | 是             |
| 云南李家山青铜器博物馆                             | 玉溪市江川区大街镇星云路西段1号                                    | 24°17′39.77″N 102°44′42.36″E / 24.2943806°N 102.7451000°E | 三级           | 文物系统国有博物馆 | 是             |
| 澄江化石地世界自然遗产博物馆（云南省自然博物馆）   | 澄江市右所镇环湖北路寒武纪大道14号                                 | 24°38′4.31″N 102°58′2.78″E / 24.6345306°N 102.9674389°E   | 未定级         | 文物系统国有博物馆 | 是             |
| 通海县博物馆                                       | 通海县秀山街道文献里50号                                           | 24°6′29.41″N 102°45′20.84″E / 24.1081694°N 102.7557889°E  | 未定级         | 文物系统国有博物馆 | 是             |
| 兴蒙蒙元历史文化博物馆                             | 通海县兴蒙蒙古族乡白阁村                                           | 24°9′6.98″N 102°39′52.34″E / 24.1519389°N 102.6645389°E   | 未定级         | 非国有博物馆       | 是             |
| 云南省玉溪市通海滇式传统食品博物馆                 | 通海县河西镇曲陀关八组                                             |                                                           | 未定级         | 非国有博物馆       | 是             |
| 华宁县陶博物馆                                     | 华宁县宁州街道上村社区碗窑村慈云寺                                 |                                                           | 未定级         | 文物系统国有博物馆 | 是             |
| 峨山彝族自治县博物馆                               | 峨山县双江街道临江路25号                                           | 24°10′23.02″N 102°24′6.08″E / 24.1730611°N 102.4016889°E  | 未定级         | 文物系统国有博物馆 | 是             |
| 新平彝族傣族自治县博物馆                           | 新平县溪湖小镇                                                     |                                                           | 未定级         | 文物系统国有博物馆 | 是             |
| 保山市（20家）                                     |                                                                    |                                                           |                |                    |                |
| 保山市博物馆                                       | 保山市隆阳区永昌文化园4号                                          | 25°6′8.24″N 99°9′44.28″E / 25.1022889°N 99.1623000°E      | 二级           | 文物系统国有博物馆 | 是             |
| 保山历史名人博物馆                                 | 保山市隆阳区九隆街道太保山太保公园                                 | 25°7′22.01″N 99°8′59.50″E / 25.1227806°N 99.1498611°E     | 未定级         | 文物系统国有博物馆 | 是             |
| 梁金山纪念馆                                       | 保山市隆阳区蒲缥镇塘子沟社区方家寨自然村                           | 25°0′58.32″N 99°0′29.23″E / 25.0162000°N 99.0081194°E     | 未定级         | 文物系统国有博物馆 | 是             |
| 保山市隆阳区永昌民俗博物馆                         | 保山市隆阳区板桥镇高海村                                           | 25°11′2.44″N 99°12′58.14″E / 25.1840111°N 99.2161500°E    | 未定级         | 非国有博物馆       | 是             |
| 保山市南红博物馆                                   | 保山市隆阳区永昌文化园二期C区49号                                  | 25°5′54.10″N 99°9′35.17″E / 25.0983611°N 99.1597694°E     | 未定级         | 非国有博物馆       | 是             |
| 腾冲博物馆                                         | 腾冲市腾越街道天成社区霁虹小区3号                                  | 25°2′3.19″N 98°29′25.48″E / 25.0342194°N 98.4904111°E     | 未定级         | 文物系统国有博物馆 | 是             |
| 滇西抗战纪念馆                                     | 腾冲市腾越街道天成社区太极小区2号                                  | 25°1′46.24″N 98°28′52.18″E / 25.0295111°N 98.4811611°E    | 未定级         | 文物系统国有博物馆 | 是             |
| 国殇墓园纪念馆                                     | 腾冲市腾越街道天成社区太极小区1号、2号                             | 25°1′44.22″N 98°28′54.01″E / 25.0289500°N 98.4816694°E    | 未定级         | 文物系统国有博物馆 | 是             |
| 李根源纪念馆                                       | 腾冲市腾越街道天成社区叠园小区38号                                 | 25°1′51.56″N 98°29′7.62″E / 25.0309889°N 98.4854500°E     | 未定级         | 文物系统国有博物馆 | 是             |
| 艾思奇纪念馆                                       | 腾冲市和顺镇水碓村水二社33号                                       | 25°0′24.88″N 98°27′46.55″E / 25.0069111°N 98.4629306°E    | 未定级         | 文物系统国有博物馆 | 是             |
| 腾冲史迪威公路博物馆                               | 腾冲市东方红制药厂内                                               | 24°59′8.02″N 98°31′5.27″E / 24.9855611°N 98.5181306°E     | 未定级         | 非国有博物馆       | 是             |
| 腾冲翡翠博物馆                                     | 腾冲市腾越街道尚家寨社区恒益半山御景小区G5栋                       | 25°2′7.33″N 98°31′7.32″E / 25.0353694°N 98.5187000°E      | 未定级         | 非国有博物馆       | 是             |
| 腾冲市高黎贡手工造纸博物馆                         | 腾冲市界头镇新庄村龙上寨                                           | 25°26′24.72″N 98°40′45.80″E / 25.4402000°N 98.6793889°E   | 未定级         | 非国有博物馆       | 是             |
| 腾冲市琥珀博物馆                                   | 腾冲市腾越街道秀峰社区泰安小区207号跨境电商产业园内                | 25°0′6.62″N 98°29′5.75″E / 25.0018389°N 98.4849306°E      | 未定级         | 非国有博物馆       | 是             |
| 腾冲中医药博物馆                                   | 腾冲市腾越街道尚家寨社区恒益半山御景小区商业街F3-10-13             | 25°2′5.53″N 98°31′10.42″E / 25.0348694°N 98.5195611°E     | 未定级         | 非国有博物馆       | 是             |
| 腾越根雕艺术博物馆                                 | 腾冲市石头山工业园区A区11号                                        | 25°1′24.13″N 98°25′52.68″E / 25.0233694°N 98.4313000°E    | 未定级         | 非国有博物馆       | 是             |
| 龙陵抗日战争纪念馆                                 | 龙陵县龙山镇东卡抗日战争纪念广场                                   | 24°35′34.37″N 98°41′31.52″E / 24.5928806°N 98.6920889°E   | 未定级         | 文物系统国有博物馆 | 是             |
| 李鑫纪念馆                                         | 龙陵县月望寨                                                       | 24°35′18.17″N 98°41′30.70″E / 24.5883806°N 98.6918611°E   | 未定级         | 文物系统国有博物馆 | 是             |
| 龙陵县运启黄龙玉博物馆                             | 龙陵县凯宝城                                                       | 24°36′4.68″N 98°41′24.40″E / 24.6013000°N 98.6901111°E    | 未定级         | 非国有博物馆       | 是             |
| 昌宁县博物馆                                       | 昌宁县田园镇滨河东路4号                                            | 24°49′53.15″N 99°36′57.89″E / 24.8314306°N 99.6160806°E   | 未定级         | 文物系统国有博物馆 | 是             |
| 昭通市（3家）                                      |                                                                    |                                                           |                |                    |                |
| 昭通市博物馆                                       | 昭通市昭阳区昭通大道中段                                           | 27°22′1.74″N 103°45′19.94″E / 27.3671500°N 103.7555389°E  | 未定级         | 文物系统国有博物馆 | 是             |
| 彝良县罗炳辉将军纪念馆                             | 彝良县角奎镇将军路八角亭路6号                                      | 27°37′49.04″N 104°2′35.84″E / 27.6302889°N 104.0432889°E  | 未定级         | 文物系统国有博物馆 | 是             |
| 扎西会议纪念馆                                     | 威信县扎西镇龙井社区上街1号                                        | 27°51′3.56″N 105°2′50.21″E / 27.8509889°N 105.0472806°E   | 未定级         | 文物系统国有博物馆 | 是             |
| 丽江市（6家）                                      |                                                                    |                                                           |                |                    |                |
| 丽江市博物院                                       | 丽江市古城区黑龙潭公园北端                                         | 26°53′26.99″N 100°13′54.70″E / 26.8908306°N 100.2318611°E | 三级           | 文物系统国有博物馆 | 是             |
| 红军长征过丽江纪念馆                               | 玉龙县石鼓镇石鼓村委会江南一社                                     | 26°52′13.19″N 99°57′21.85″E / 26.8703306°N 99.9560694°E   | 未定级         | 文物系统国有博物馆 | 是             |
| 玉龙县白沙壁画博物馆                               | 玉龙县白沙镇白沙村委会三元村                                       | 26°57′30.35″N 100°13′0.16″E / 26.9584306°N 100.2167111°E  | 未定级         | 文物系统国有博物馆 | 否             |
| 永胜县边屯文化博物馆                               | 永胜县程海镇凤羽村委会毛家湾北湾村89号                             | 26°25′40.91″N 100°38′18.46″E / 26.4280306°N 100.6384611°E | 未定级         | 文物系统国有博物馆 | 是             |
| 华坪县博物馆                                       | 华坪县中心镇柳溪社区仙人洞199号                                    | 26°37′18.77″N 101°15′48.10″E / 26.6218806°N 101.2633611°E | 未定级         | 文物系统国有博物馆 | 是             |
| 宁蒗彝族自治县博物馆                               | 宁蒗县大兴镇泸沽湖大道文体中心                                     | 27°17′16.80″N 100°50′58.06″E / 27.2880000°N 100.8494611°E | 未定级         | 文物系统国有博物馆 | 是             |
| 普洱市（9家）                                      |                                                                    |                                                           |                |                    |                |
| 普洱市博物馆                                       | 普洱市思茅区滨河路10号（文化中心内）                               | 22°48′48.78″N 100°57′35.28″E / 22.8135500°N 100.9598000°E | 三级           | 文物系统国有博物馆 | 是             |
| 孟连县民族历史博物馆                               | 孟连县娜允镇娜允村娜允五组（孟连宣抚司署）                         | 22°19′58.98″N 99°34′40.01″E / 22.3330500°N 99.5777806°E   | 三级           | 文物系统国有博物馆 | 是             |
| 宁洱哈尼族彝族自治县民族博物馆                     | 宁洱县水湾大道水湾公园旁（宁洱县文物管理所）                       | 23°4′6.46″N 101°2′34.91″E / 23.0684611°N 101.0430306°E    | 未定级         | 文物系统国有博物馆 | 是             |
| 景东彝族自治县博物馆                               | 景东县锦屏镇玉屏路111号（景东文庙）                                | 24°26′59.32″N 100°49′57.90″E / 24.4498111°N 100.8327500°E | 未定级         | 文物系统国有博物馆 | 是             |
| 景谷傣族彝族自治县博物馆                           | 景谷县威远镇将军路文体中心                                         | 23°29′22.45″N 100°42′3.78″E / 23.4895694°N 100.7010500°E  | 未定级         | 文物系统国有博物馆 | 是             |
| 镇沅博物馆                                         | 镇沅县无量湿地公园内                                               | 24°0′44.75″N 101°6′38.45″E / 24.0124306°N 101.1106806°E   | 未定级         | 文物系统国有博物馆 | 是             |
| 江城哈尼族彝族自治县博物馆                         | 江城县勐烈镇东城区三江大道民族广场                                 | 22°34′45.05″N 101°52′4.87″E / 22.5791806°N 101.8680194°E  | 未定级         | 文物系统国有博物馆 | 是             |
| 澜沧拉祜族自治县博物馆                             | 澜沧县勐朗镇葫芦广场北大门左侧                                     | 22°33′7.85″N 99°55′49.01″E / 22.5521806°N 99.9302806°E    | 未定级         | 文物系统国有博物馆 | 是             |
| 西盟县佤族博物馆                                   | 西盟县木鼓村庄                                                     | 22°38′44.12″N 99°36′8.10″E / 22.6455889°N 99.6022500°E    | 未定级         | 文物系统国有博物馆 | 是             |
| 临沧市（4家）                                      |                                                                    |                                                           |                |                    |                |
| 临沧市博物馆                                       | 临沧市临翔区塘平社区缅宁大道421号                                  | 23°53′31.34″N 100°6′0.25″E / 23.8920389°N 100.1000694°E   | 未定级         | 文物系统国有博物馆 | 是             |
| 临沧微电影博物馆                                   | 临沧市临翔区凤翔街道沧江北路3号                                    | 23°53′27.38″N 100°5′18.06″E / 23.8909389°N 100.0883500°E  | 未定级         | 文物系统国有博物馆 | 是             |
| 凤庆滇红茶博物馆                                   | 凤庆县凤山镇文明社区文庙片区北侧18栋                               | 24°35′54.74″N 99°54′37.37″E / 24.5985389°N 99.9103806°E   | 未定级         | 文物系统国有博物馆 | 是             |
| 永德博物馆                                         | 永德县文化广场北侧                                                 | 24°1′17.33″N 99°15′37.30″E / 24.0214806°N 99.2603611°E    | 未定级         | 文物系统国有博物馆 | 是             |
| 楚雄彝族自治州（8家）                              |                                                                    |                                                           |                |                    |                |
| 楚雄彝族自治州博物馆                               | 楚雄市鹿城南路471号                                                | 25°1′36.80″N 101°32′46.54″E / 25.0268889°N 101.5462611°E  | 二级           | 文物系统国有博物馆 | 是             |
| 楚雄市吕合回族文化博物馆                           | 楚雄市吕合镇马家巷村16号（清真寺内）                               | 25°8′30.16″N 101°22′21.43″E / 25.1417111°N 101.3726194°E  | 未定级         | 非国有博物馆       | 是             |
| 禄丰恐龙博物馆                                     | 禄丰市金山南路95号                                                 | 25°8′40.56″N 102°4′29.32″E / 25.1446000°N 102.0748111°E   | 三级           | 文物系统国有博物馆 | 是             |
| 元谋县元谋人博物馆                                 | 元谋县元马镇京昆高速公路入元谋县城联络线南侧                       | 25°42′50.18″N 101°51′28.08″E / 25.7139389°N 101.8578000°E | 三级           | 文物系统国有博物馆 | 是             |
| 元谋县红军长征纪念馆                               | 元谋县江边乡龙街村委会龙街村                                       | 25°57′29.12″N 101°52′42.85″E / 25.9580889°N 101.8785694°E | 未定级         | 文物系统国有博物馆 | 是             |
| 双柏县博物馆                                       | 双柏县妥甸镇文昌路                                                 |                                                           | 未定级         | 文物系统国有博物馆 | 是             |
| 姚安县博物馆                                       | 姚安县栋川镇南正街德丰路37号（德丰寺）                             | 25°30′27.18″N 101°14′15.86″E / 25.5075500°N 101.2377389°E | 未定级         | 文物系统国有博物馆 | 是             |
| 大姚县博物馆（大姚县核桃博物馆）                   | 大姚县金碧镇工业大道核桃交易市场内                                 | 25°43′45.08″N 101°18′46.01″E / 25.7291889°N 101.3127806°E | 未定级         | 文物系统国有博物馆 | 是             |
| 红河哈尼族彝族自治州（18家）                       |                                                                    |                                                           |                |                    |                |
| 红河哈尼族彝族自治州博物馆                         | 蒙自市天马路65号                                                   | 23°22′9.80″N 103°22′23.48″E / 23.3693889°N 103.3731889°E  | 二级           | 文物系统国有博物馆 | 是             |
| 西南联大蒙自分校纪念馆                             | 蒙自市南湖北路哥胪士洋行                                           | 23°22′5.92″N 103°24′15.62″E / 23.3683111°N 103.4043389°E  | 未定级         | 文物系统国有博物馆 | 是             |
| 蒙自市清韵紫陶博物馆                               | 蒙自市文萃路236号                                                  | 23°22′36.84″N 103°22′45.95″E / 23.3769000°N 103.3794306°E | 未定级         | 非国有博物馆       | 是             |
| 蒙自市望云传统文化博物馆                           | 蒙自市文澜街道武庙街周家宅院                                       | 23°22′9.73″N 103°24′0.76″E / 23.3693694°N 103.4002111°E   | 未定级         | 非国有博物馆       | 是             |
| 个旧市博物馆                                       | 个旧市金湖东路金湖文化广场                                         | 23°22′10.92″N 103°9′39.74″E / 23.3697000°N 103.1610389°E  | 三级           | 文物系统国有博物馆 | 是             |
| 云南锡博物馆                                       | 个旧市金湖东路121号云锡办公大楼内                                  | 23°22′43.07″N 103°9′23.80″E / 23.3786306°N 103.1566111°E  | 未定级         | 其他行业国有博物馆 | 是             |
| 弥勒市博物馆                                       | 弥勒市弥勒大道南段                                                 | 24°23′40.09″N 103°25′44.72″E / 24.3944694°N 103.4290889°E | 未定级         | 文物系统国有博物馆 | 是             |
| 建水县博物馆                                       | 建水县临安镇仁和路与福康路交汇口                                   | 23°38′3.77″N 102°49′38.06″E / 23.6343806°N 102.8272389°E  | 未定级         | 文物系统国有博物馆 | 是             |
| 石屏县博物馆                                       | 石屏县异龙镇城东社区上正街4号                                      | 23°43′0.34″N 102°29′30.44″E / 23.7167611°N 102.4917889°E  | 未定级         | 文物系统国有博物馆 | 是             |
| 袁嘉谷纪念馆                                       | 石屏县异龙镇南正街22号                                             | 23°42′56.38″N 102°29′28.14″E / 23.7156611°N 102.4911500°E | 未定级         | 文物系统国有博物馆 | 是             |
| 屏边县博物馆                                       | 屏边县滴水苗城                                                     |                                                           | 未定级         | 文物系统国有博物馆 | 是             |
| 泸西县博物馆                                       | 泸西县阿庐文化中心                                                 | 24°33′3.31″N 103°45′5.22″E / 24.5509194°N 103.7514500°E   | 未定级         | 文物系统国有博物馆 | 是             |
| 哈尼梯田文化博物馆                                 | 元阳县新街镇哈尼小镇旁                                             | 23°6′31.50″N 102°44′24.65″E / 23.1087500°N 102.7401806°E  | 未定级         | 文物系统国有博物馆 | 是             |
| 红河县博物馆                                       | 红河县迤萨镇东门街47号、48号、33号                                 | 23°22′9.23″N 102°25′12.04″E / 23.3692306°N 102.4200111°E  | 未定级         | 文物系统国有博物馆 | 是             |
| 金平苗族瑶族傣族自治县民族博物馆                   | 金平县河东南路16号                                                 | 22°46′32.63″N 103°13′36.19″E / 22.7757306°N 103.2267194°E | 未定级         | 文物系统国有博物馆 | 是             |
| 绿春县博物馆                                       | 绿春县东城区民族风情园                                             | 22°59′46.57″N 102°25′15.42″E / 22.9962694°N 102.4209500°E | 未定级         | 文物系统国有博物馆 | 是             |
| 同盟会河口起义纪念馆                               | 河口县人民路5号                                                    | 22°30′30.85″N 103°57′49.10″E / 22.5085694°N 103.9636389°E | 未定级         | 文物系统国有博物馆 | 是             |
| 河口瑶族自治县博物馆                               | 河口县河口镇政府大院内（河口对汛督办公署旧址）                     | 22°30′44.46″N 103°57′32.40″E / 22.5123500°N 103.9590000°E | 未定级         | 文物系统国有博物馆 | 是             |
| 文山壮族苗族自治州（3家）                          |                                                                    |                                                           |                |                    |                |
| 广南县民族博物馆                                   | 广南县龙井社区莲城西路9号                                          | 24°3′0.76″N 105°3′37.33″E / 24.0502111°N 105.0603694°E    | 三级           | 文物系统国有博物馆 | 是             |
| 文山壮族苗族自治州博物馆                           | 文山市凤凰路凤凰广场                                               | 23°23′58.31″N 104°13′5.59″E / 23.3995306°N 104.2182194°E  | 未定级         | 文物系统国有博物馆 | 是             |
| 富宁革命纪念馆                                     | 富宁县新华镇团结街126号                                            | 23°37′32.81″N 105°38′4.13″E / 23.6257806°N 105.6344806°E  | 未定级         | 文物系统国有博物馆 | 是             |
| 西双版纳傣族自治州（2家）                          |                                                                    |                                                           |                |                    |                |
| 西双版纳傣族自治州民族博物馆                       | 景洪市雨林大道                                                     | 21°57′59.76″N 100°48′55.48″E / 21.9666000°N 100.8154111°E | 未定级         | 文物系统国有博物馆 | 是             |
| 易武普洱茶文化博物馆                               | 勐腊县易武乡易武中心小学路大天井                                   | 21°58′41.74″N 101°28′0.73″E / 21.9782611°N 101.4668694°E  | 未定级         | 文物系统国有博物馆 | 是             |
| 大理白族自治州（20家）                             |                                                                    |                                                           |                |                    |                |
| 大理白族自治州博物馆                               | 大理市下关街道洱河南路8号                                          | 25°36′1.69″N 100°13′50.20″E / 25.6004694°N 100.2306111°E  | 二级           | 文物系统国有博物馆 | 是             |
| 大理市博物馆                                       | 大理市大理古城复兴路111号                                          | 25°41′33.04″N 100°9′40.03″E / 25.6925111°N 100.1611194°E  | 三级           | 文物系统国有博物馆 | 是             |
| 大理白族自治州非物质文化遗产博物馆                 | 大理市下关街道人民街113号                                          | 25°35′34.04″N 100°13′4.55″E / 25.5927889°N 100.2179306°E  | 未定级         | 文物系统国有博物馆 | 是             |
| 大理农村电影历史博物馆                             | 大理市大理古城复兴路459号                                          | 25°41′56.00″N 100°9′29.12″E / 25.6988889°N 100.1580889°E  | 未定级         | 其他行业国有博物馆 | 是             |
| 大理非物质文化遗产博物馆                           | 大理市大理古城玉洱路123号                                          | 25°41′56.40″N 100°9′33.62″E / 25.6990000°N 100.1593389°E  | 未定级         | 其他行业国有博物馆 | 是             |
| 大理武庙民间造像艺术博物馆                         | 大理市大理古城博爱路53号武庙会                                     | 25°41′35.45″N 100°9′29.27″E / 25.6931806°N 100.1581306°E  | 未定级         | 其他行业国有博物馆 | 是             |
| 大理苍山世界地质公园博物馆                         | 大理市大理镇天龙八部影视城北                                       | 25°41′4.38″N 100°8′43.08″E / 25.6845500°N 100.1453000°E   | 未定级         | 其他行业国有博物馆 | 是             |
| 大理市璞真白族扎染博物馆                           | 大理市喜洲镇周城村滇藏公路61号                                     | 25°53′52.26″N 100°6′26.82″E / 25.8978500°N 100.1074500°E  | 未定级         | 非国有博物馆       | 是             |
| 大理市喜洲镇严家大院博物馆                         | 大理市喜洲镇富春里严家大院博物馆                                   | 25°51′19.80″N 100°7′50.56″E / 25.8555000°N 100.1307111°E  | 未定级         | 非国有博物馆       | 否             |
| 王复生、王德三烈士纪念馆                           | 祥云县刘厂镇王家庄村7组80号                                        | 25°28′4.08″N 100°47′4.78″E / 25.4678000°N 100.7846611°E   | 未定级         | 文物系统国有博物馆 | 是             |
| 祥云县历史文化博物馆                               | 祥云县祥城镇北后街41号                                             | 25°28′51.64″N 100°33′12.67″E / 25.4810111°N 100.5535194°E | 未定级         | 文物系统国有博物馆 | 是             |
| 宾川县博物馆                                       | 宾川县金牛镇李相社区白羊村西                                       |                                                           | 未定级         | 文物系统国有博物馆 | 是             |
| 弥渡县博物馆                                       | 弥渡县弥城镇青螺公园内                                             | 25°21′0.97″N 100°29′13.06″E / 25.3502694°N 100.4869611°E  | 未定级         | 文物系统国有博物馆 | 是             |
| 南涧彝族自治县博物馆                               | 南涧县南涧镇南街社区向阳坡文庙                                     | 25°3′1.04″N 100°31′16.61″E / 25.0502889°N 100.5212806°E   | 未定级         | 文物系统国有博物馆 | 是             |
| 巍山县南诏博物馆                                   | 巍山县南诏镇后所街32号                                             | 25°13′58.19″N 100°18′33.26″E / 25.2328306°N 100.3092389°E | 未定级         | 文物系统国有博物馆 | 是             |
| 永平县博南古道博物馆                               | 永平县博南镇花桥村委会                                             | 25°22′57.58″N 99°26′59.89″E / 25.3826611°N 99.4499694°E   | 未定级         | 文物系统国有博物馆 | 是             |
| 云龙县博物馆                                       | 云龙县诺邓镇河滨北路1号                                            | 25°54′32.15″N 99°20′27.02″E / 25.9089306°N 99.3408389°E   | 未定级         | 文物系统国有博物馆 | 是             |
| 云龙县白族吹吹腔文化艺术博物馆                     | 云龙县功果桥镇旧州村                                               |                                                           | 未定级         | 文物系统国有博物馆 | 是             |
| 剑川县民族博物馆                                   | 剑川县金华镇景风公园内                                             | 26°32′14.14″N 99°53′53.34″E / 26.5372611°N 99.8981500°E   | 未定级         | 文物系统国有博物馆 | 是             |
| 剑川县历史文化博物馆                               | 剑川县金华镇剑川古城内剑阳楼片区                                   | 26°32′14.42″N 99°53′53.12″E / 26.5373389°N 99.8980889°E   | 未定级         | 文物系统国有博物馆 | 是             |
| 德宏傣族景颇族自治州（7家）                        |                                                                    |                                                           |                |                    |                |
| 德宏州博物馆                                       | 芒市金孔雀大街38号                                                 | 24°26′56.08″N 98°34′8.54″E / 24.4489111°N 98.5690389°E    | 未定级         | 文物系统国有博物馆 | 是             |
| 三台山乡德昂族博物馆                               | 芒市三台山德昂族乡                                                 | 24°19′52.61″N 98°23′35.30″E / 24.3312806°N 98.3931389°E   | 未定级         | 文物系统国有博物馆 | 是             |
| 南洋华侨机工回国抗日纪念馆                         | 瑞丽市畹町镇花桥路22号                                             | 24°5′9.42″N 98°4′27.44″E / 24.0859500°N 98.0742889°E      | 未定级         | 文物系统国有博物馆 | 是             |
| 中缅友好纪念馆                                     | 瑞丽市畹町镇正阳路11号                                             | 24°5′1.72″N 98°4′24.67″E / 24.0838111°N 98.0735194°E      | 未定级         | 文物系统国有博物馆 | 是             |
| 瑞丽珠宝翡翠博物馆                                 | 瑞丽市金星石木文化城42栋                                           | 23°59′43.80″N 97°52′8.94″E / 23.9955000°N 97.8691500°E    | 未定级         | 非国有博物馆       | 是             |
| 滇西土司文化博物馆                                 | 梁河县遮岛镇南甸路103号                                            | 24°48′35.64″N 98°17′50.60″E / 24.8099000°N 98.2973889°E   | 未定级         | 文物系统国有博物馆 | 是             |
| 刀安仁故居纪念馆                                   | 盈江县新城乡新城街                                                 | 24°46′52.68″N 98°4′36.41″E / 24.7813000°N 98.0767806°E    | 未定级         | 文物系统国有博物馆 | 是             |
| 怒江傈僳族自治州（2家）                            |                                                                    |                                                           |                |                    |                |
| 怒江驼峰航线纪念馆（片马抗英纪念馆）               | 泸水市片马镇三叉路                                                 | 26°0′50.40″N 98°37′39.40″E / 26.0140000°N 98.6276111°E    | 未定级         | 文物系统国有博物馆 | 是             |
| 怒江州志伟民俗博物馆                               | 泸水市上江镇大南茂州文旅局往南300米                                |                                                           | 未定级         | 非国有博物馆       | 是             |
| 迪庆藏族自治州（7家）                              |                                                                    |                                                           |                |                    |                |
| 迪庆州博物馆                                       | 香格里拉市建塘镇独客宗古城月光广场旁                               | 27°48′51.23″N 99°42′23.08″E / 27.8142306°N 99.7064111°E   | 三级           | 文物系统国有博物馆 | 是             |
| 香格里拉独克宗博物馆                               | 香格里拉市建塘镇独克宗古城                                         |                                                           | 未定级         | 文物系统国有博物馆 | 是             |
| 迪庆红军长征博物馆                                 | 香格里拉市建塘镇独克宗古城月光广场旁                               | 27°48′54.43″N 99°42′22.72″E / 27.8151194°N 99.7063111°E   | 未定级         | 文物系统国有博物馆 | 是             |
| 香格里拉茶马古道博物馆                             | 香格里拉市建塘镇独克宗古城宏学廊9号                                | 27°48′50.29″N 99°42′12.31″E / 27.8139694°N 99.7034194°E   | 未定级         | 非国有博物馆       | 是             |
| 云南肯公聪奔茶马古道文化博物馆                     | 香格里拉市小中甸镇和平村委会肯公村民小组                           | 27°30′33.52″N 99°51′12.38″E / 27.5093111°N 99.8534389°E   | 未定级         | 非国有博物馆       | 是             |
| 香格里拉市圣域天香牦牛文化博物馆                   | 香格里拉市工业园区箐口特色产业片区                                 | 27°44′4.27″N 99°43′3.65″E / 27.7345194°N 99.7176806°E     | 未定级         | 非国有博物馆       | 是             |
| 香巴拉藏文化博物馆                                 | 香格里拉市坛城广场                                                 | 27°49′31.08″N 99°42′2.99″E / 27.8253000°N 99.7008306°E    | 未定级         | 非国有博物馆       | 否             |